# Щербинин, Владимир Кириллович
 Влади́мир Кири́ллович Щерби́нин  (12 [25] июля 1913, Епифань, Тульская губерния — 11 мая 1950, Москва) — автоматчик 3-й стрелковой роты 694-го стрелкового Севастопольского полка (383-я стрелковая дивизия, 33-я армия, 1-й Белорусский фронт). Герой Советского Союза.

## Биография
Родился 12 (25) июля 1913 года в деревне Епифань в крестьянской семье.

#### Великая Отечественная война
В Красную Армию призван в июне 1944 года Минским горвоенкоматом. На войне — с 17 августа 1944 года. Воевал на 2-м и 1-м Белорусских фронтах.
Отличился в боях на западном берегу реки Одер в районе южнее города Франкфурт-на-Одере (16—20.04.1945). В бою за населённый пункт Грос-Ритц (Германия) при отражении контратаки немцев ручной гранатой уничтожил огневую точку ручного пулемёта с расчётом. 28 апреля, действуя в составе танкового десанта на населённый пункт Керикг (Германия), вступил в бой с численно превосходящими силами противника; уничтожив огневую точку противника, обеспечил своей пехоте быстро продвинуться вперёд и занять населённый пункт. В этом бою Щербинин был тяжело ранен и с поля боя эвакуирован в госпиталь.
Указом Президиума Верховного Совета СССР от 31 мая 1945 года за образцовое выполнение боевых заданий командования на фронте борьбы с немецкими захватчиками и проявленные при этом отвагу и геройство Щербинину Владимиру Кирилловичу присвоено звание Героя Советского Союза с вручением ордена Ленина и медали «Золотая Звезда».

#### Послевоенное время
В 1945 году демобилизовался. Жил и работал в Москве.

## Награды
- Медаль «Золотая Звезда» (31.05.1945)[2][4];
- орден Ленина (31.05.1945).
- медали.